# Malton
Malton – miasto w Anglii, w hrabstwie North Yorkshire, w dystrykcie (unitary authority) North Yorkshire, położone nad rzeką Derwent. Leży 28 km na północny wschód od miasta York i 296 km na północ od Londynu. Miasto liczy 4000 mieszkańców.